# Брайън Макгуайър
Брайън Макгуайър (на английски: Brian McGuire) е австралийски пилот от Формула 1, роден е на 13 декември 1945 г. в Мелбърн, Австралия.

## „Формула 1“
Брайън Макгуайър дебютира във Формула 1 през 1976 г. в Голямата награда на Великобритания в световния шампионат записва 2 участия без да спечели точки, състезава се с Макгуайър.